# Altes Pfarrhaus (Asperg)

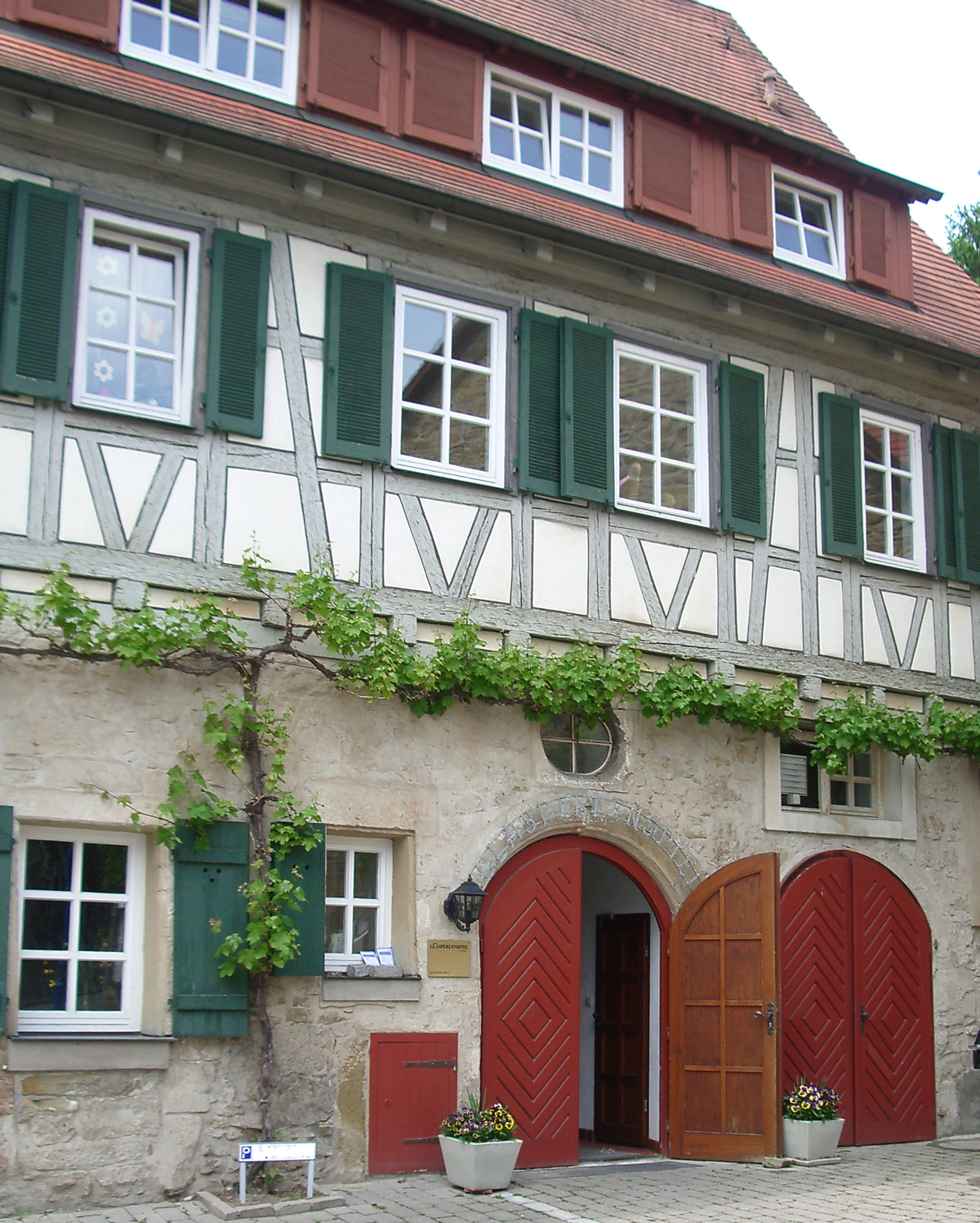
Denkmalgeschütztes, altes Pfarrhaus in Asperg. Heute hat hier der Verein Glasperlenspiel in Asperg seinen Sitz.

Das alte Pfarrhaus in Asperg befindet sich unweit der evangelischen Michaelskirche in der Kelterstraße 5. Das Gebäude ist denkmalgeschützt und seine Geschichte geht zurück bis ins 16. Jahrhundert. Auch der schwäbische Pfarrer Johann Friedrich Flattich hat einige Zeit im alten Pfarrhaus gewohnt.

## Geschichte

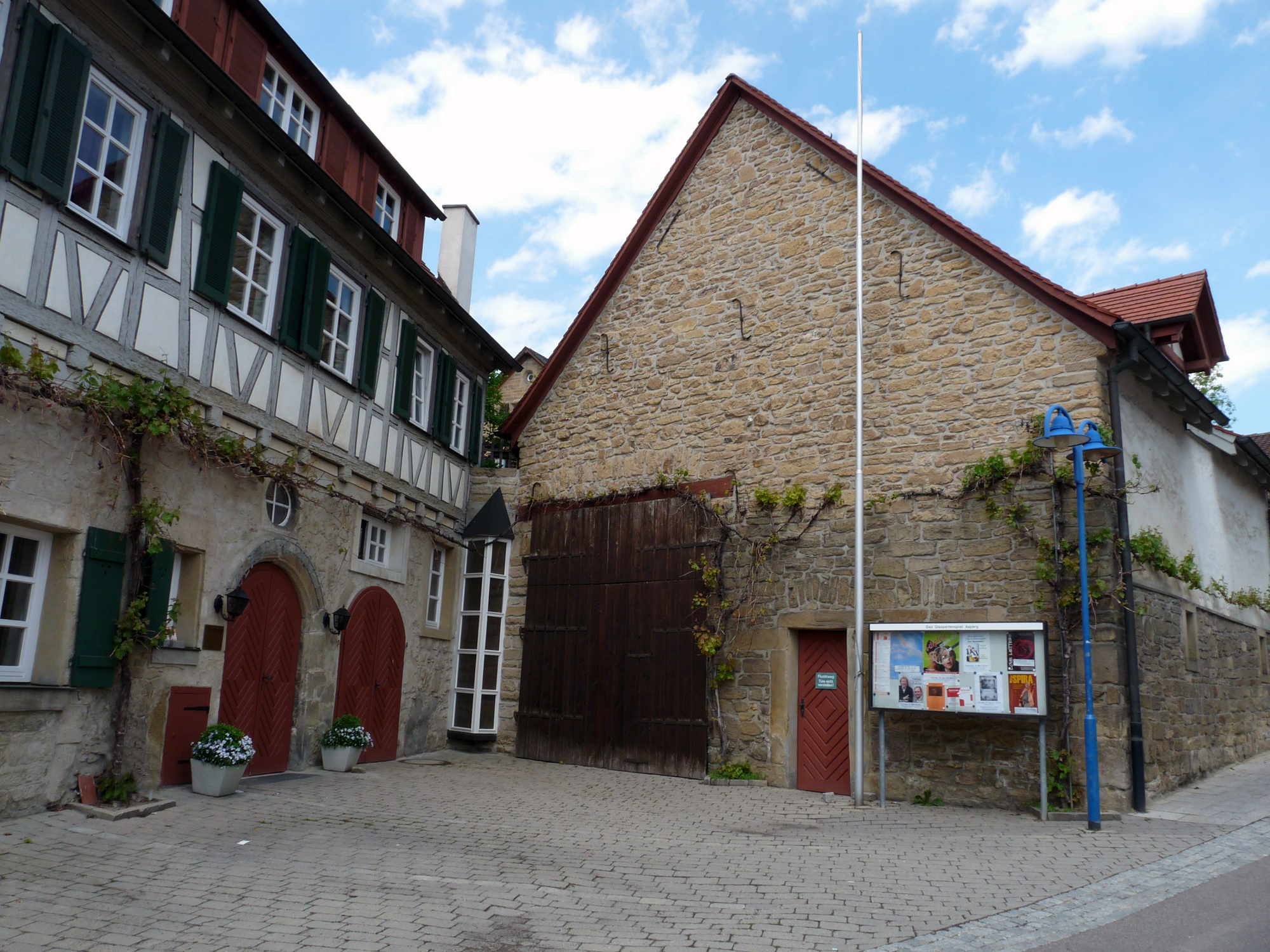
In der ehemaligen Pfarrscheune wurde früher der kleine Zehnt eingelagert. Heute befindet sich dort der Theatersaal des „Glasperlenspiels“.

Im Frühjahr 1557 wurde der Eglosheimer Pfarrer Konrad Schaffner nach Asperg versetzt. Er fügte sich und bat lediglich um eine Renovierung des Pfarrhauses, das er mit Weib und Kind bewohnen sollte. Während der 11-monatigen Belagerung des Hohenaspergs 1634/35 durch kaiserliche Truppen fielen viele Häuser der Stadt am Fuß des Berges den Flammen zum Opfer. Auch die Michaelskirche wurde nicht verschont. Vom Pfarrhaus blieben nur noch die Fundamente und der Keller übrig. Die Asperger Pfarrstelle blieb zunächst unbesetzt und wurde von einem Möglinger Pfarrer betreut. 1639 kam Pfarrer Johann Heinrich Fischlin nach Asperg. Er musste wie alle Asperger Bürger in einer Notunterkunft hausen. Er versah den Dienst in Asperg, bis er 1646 nach Heumaden versetzt wurde. Im Jahr 1648 fielen französische Truppen in Asperg ein und zerstörten Gebäude und Ernte. Die herzoglichen Räte genehmigten den Aspergern, in den vornehmsten Ämtern des Landes eine Brandsteuer zu sammeln und das Geld für den Wiederaufbau des Pfarrhauses zu verwenden. Ein sehr baufälliges Gebäude der Verwaltung in Markgröningen sollte dazu abgebrochen und in Asperg wiederaufgebaut werden. Wann das Pfarrhaus bezogen werden konnte, lässt sich nicht genau sagen. Bereits im April 1662 war jedoch eine Reparatur desselben dringend nötig. Seine erste Pfarrstelle führte Johann Friedrich Flattich (geboren am 3. Oktober 1713 in Beihingen) nach Asperg: Zu Beginn seiner Amtstätigkeit wohnte Flattich im alten Pfarrhaus; später wurde sein Wohnsitz auf den Hohenasperg verlegt. Das Pfarrhaus wurde 1825 durch die Kameralverwaltung Ludwigsburg namhaft verbessert und modernisiert; 1840 wurde die entbehrliche Pfarrscheuer auf Abbruch verkauft. Das neue Pfarrhaus wurde 1865 fertiggestellt, im Jahr darauf das alte verkauft. Der Kübler Jakob Kranich kaufte das Anwesen. In den Jahren 1956 bis 1958 erhielt das Gebäude innen zeitgemäße Renovierung und neue Fenster. Durch private Initiative und Finanzierung ist 1987 im alten Pfarrhaus ein kleines Theater mit 150 Plätzen und einem Begegnungsraum mit 50 Tischplätzen entstanden. Die Renovierungsarbeiten sind stilgerecht durchgeführt worden und bieten einen idealen Raum für die Zwecke eines Kulturvereins.

## Heutige Nutzung
Heute wird das Gebäude von dem Theater Das Glasperlenspiel in Asperg genutzt. Es wurde von Horst Maßholder gegründet und zog 1987 – zuerst als Mieter, dann als Eigentümer – in die Kelterstraße 5 ins ehemalige Pfarrhaus ein. Der Verein unterhält eine Kleinkunstbühne mit eigener Amateurtheaterbühne und organisiert kulturelle Veranstaltungen aller Art im ehemaligen alten Pfarrhaus in Asperg. Mehr als 50 Theaterproduktionen wurden bislang aufgeführt (Stand 04/2024). Einige Inszenierungen sind dabei preisgekrönt:
- 2007: Mundarttheaterpreis Baden-Württemberg Oskarle, Sparte Sehr gute Leistungen für das Stück „Himmel und Hölle“ von Dietmar Steimer
- 2008: Mundarttheaterpreis Baden-Württemberg Oskarle, Sparte Beste Gruppe für das Stück „Die Frau fürs Leba“ nach der Vorlage „Die Schule der Frauen“ von Molière
- 2014: Deutscher Amateurtheaterpreis amarena, Sparte Mundart und Sprache für das Stück „Der schwäbische Tartüff“ nach der Vorlage „Der Tartuffe oder der Betrüger“ von Molière.